# بيدرو دي كوردوبا
بيدرو دي كوردوبا (بالإنجليزية: Pedro de Cordoba)‏ مواليد 28 سبتمبر 1881 في نيويورك - الوفاة 16 سبتمبر 1950 في لوس أنجلوس، الولايات المتحدة، هو ممثل أمريكي بدأ مسيرته الفنية سنة 1901. امتدت مسيرته الفنية لأكثر من 50 عاما.

## الأعمال
- القبطان بلود
- أنتوني السيء
- علامة زورو
- شمشون ودليلة

## روابط خارجية
- بيدرو دي كوردوبا على موقع IMDb (الإنجليزية)
- بيدرو دي كوردوبا على موقع ألو سيني (الفرنسية)
- بيدرو دي كوردوبا على موقع أول موفي (الإنجليزية)
- بيدرو دي كوردوبا على موقع قاعدة بيانات برودواي على الإنترنت (الإنجليزية)
- بيدرو دي كوردوبا على موقع قاعدة بيانات الأفلام السويدية (السويدية)
- بيدرو دي كوردوبا على موقع إن إن دي بي (الإنجليزية)
- بيدرو دي كوردوبا على موقع ديسكوغز (الإنجليزية)
- بيدرو دي كوردوبا على موقع قاعدة بيانات الفيلم (الإنجليزية)
- بيدرو دي كوردوبا على موقع كينوبويسك (الروسية)